# Test of English for International Communication
Test of English for International Communication, zkráceně TOEIC je zkouška z angličtiny, která byla vytvořena, stejně jako TOEFL, společností ETS. Tato zkouška je uznávaná po celém světě a je preferována zejména nadnárodními společnostmi, kde je používání anglického jazyka nezbytností. V roce 2007 složilo tuto zkoušku přes čtyři miliony lidí. Zkouška testuje použití reálného jazyka.
Každá část má 100 otázek (dohromady tedy 200), čas na vypracování je u části Reading 75 minut, u části Listening 45 minut. Dosažené body se pohybují od 5 – 990. Hranice 200 bodů se dá volně srovnat s úrovní A1.
Úrovně – student je ohodnocen bodovým skóre, neuplatňují se úrovně jako u CEF/SERR.

## Části
Reading
- Vyhrazená doba – 1 hodina 15 minut

Tato část testuje schopnost uchazeče porozumět danému textu. Je rozdělena do 3 částí. Typově se např. jedná o doplňování správného slova do vět, které nejsou kontextově spojeny, doplňování správných slov do dopisů, e-mailů; sleduje se porozumění textům (dopis, e-mail, poznámka, krátký novinový článek, inzerát) pomocí otázek. Na výběr je vždy ze 4 možností.
Listening
- Vyhrazená doba – 45 minut

Zjišťuje se, zda je uchazeč schopen porozumět mluvenému slovu. Tato sekce obsahuje 4 části. Uchazeč např. Přiřazuje správný komentář k obrázku či zaškrtává správné odpovědi, které se vztahují k tématu. Poslech je puštěn pouze jednou. Na výběr je za 3 nebo 4 možností.